# 資安人
資安人（英語：Info Security，又名：iSecuTech）是一間位在台灣台北市的新聞媒體機構，由時任紐奧良國際股份有限公司（現：香港商法蘭克福展覽有限公司台灣分公司）董事長李正雄於2002年創辦，並由旗下主辦之台北國際資訊安全科技展的總召集人侍家驊擔任總編輯，為台灣少見以資訊安全為主題的專門媒體，長年以展覽結合專題論壇而在資訊界知名，曾於2003年3月至2012年11月間發行專門雙月刊。

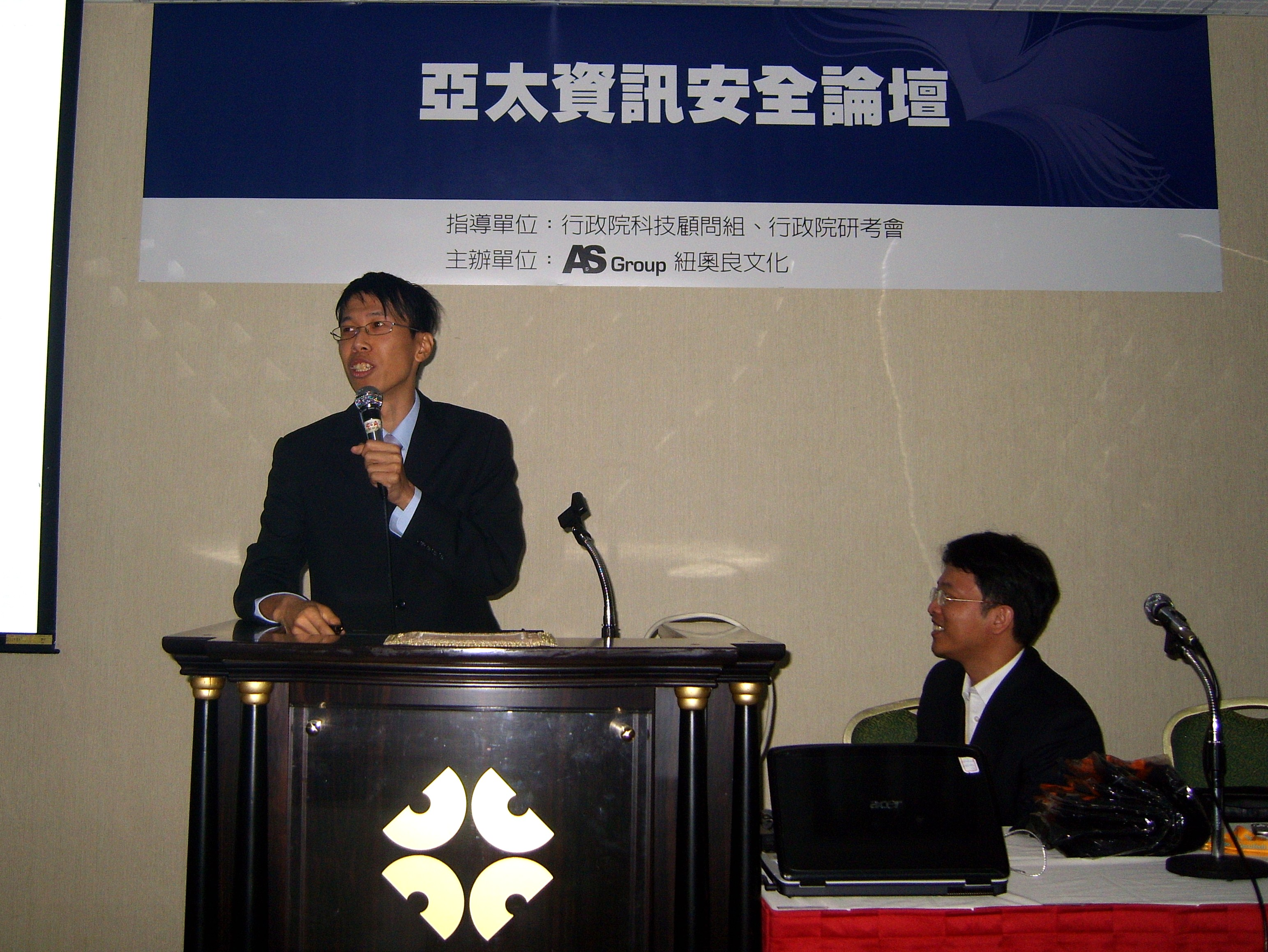
資安人曾以「紐奧良文化」的名義，主辦亞太資訊安全論壇

為了鼓勵資訊安全產業在台灣的發展，資安人在2007年創辦「資安貢獻獎」，表彰各領域與產業的資訊安全應用人才與公司行號，評審群除台灣產官學界人士，國際認證業者（如：英國標準協會）也會不時協力於優選名單的評鑑，目前這項活動已成為台北國際資訊安全科技展的其中一環；同年9月27日，擔任OWASP台灣分會主辦之「OWASP亞洲官方年會」主要協辦媒體單位。

## 雙月刊雜誌的發展
資安人於2003年3月首度發行紙本創刊號「資安人雜誌」，2009年3月14日起透過網站，推出紙本雙月刊的重點摘要介紹。
隨著紙本媒體經營日漸困難，2011年5月發行最後一份紙本刊物後，於2011年7月起改為發行電子版雙月刊，紙本合共發行了75期，電子版本則發行至2012年11月的第90期後停止發行，轉為全力經營網路媒體與提供週間電子報服務，但主辦活動時仍會保留「資安人雜誌」的名義。

## 軼事
2005年11月，資安人的網站資料庫曾遭駭客竊取與書信公然挑釁，因為其刊物的主題定位而引起媒體界與資訊界的詫異。

## 資料來源
1. 1 2 3 4 5  國家實驗研究院期刊聯合目錄 （页面存档备份，存于）搜尋「資安人」得出之結果。
2. ↑  資安人.  (PDF). 金屬工業研究發展中心.   [2021-10-20]. （原始内容 (PDF)存档于2021-10-19）.
3. ↑  楊明俊. . 商情資訊 (經濟日報). 2004-05-26: 36.
4. ↑  . 電腦應用專輯 (工商時報). 2005-03-21: 24.
5. 1 2   (PDF). 屏東縣瑪家鄉公所. 2019-04-24  [2021-10-25]. （原始内容 (PDF)存档于2021-10-26）.
6. ↑  . 財經 (台北市: 工商時報). 2007-02-14: C8.
7. ↑  謝鎰年. . 理財天地 (經濟日報). 2007-04-19: A15.
8. ↑  . 財經 (台北市: 工商時報). 2009-04-07: A14.
9. ↑  林志成. . 要聞 (台北市: 中國時報). 2007-11-01: A12.
10. ↑  陳家詡. . 數位商機 (經濟日報). 2007-09-14: E2.
11. ↑   (PDF). No. 83.   [2021-10-20]. （原始内容 (PDF)存档于2021-10-19）.
12. 1 2  . 台北市立圖書館.   [2021-10-25].[]
13. 1 2  ISSUU提供的電子版試閱，最後一期為90期。
14. ↑  . 中華民國行政院新聞局. 2009-11-01: 123  [2021-10-25]. （原始内容存档于2019-01-31）.
15. ↑  . 台北市雜誌商業同業公會.   [2021-10-20]. （原始内容存档于2021-10-19）.
16. ↑  賈先發; 鄧木卿. . 要聞 (台中市: 中國時報). 2006-01-21: A1.
17. ↑  李錫璋. . 台中市: 中央通訊社. 2016-01-20  [2021-10-20]. （原始内容存档于2021-10-22）.
18. ↑  李曜丞; 張家樂. . 社會 (台中市: 聯合報). 2006-01-21: A8.
19. ↑  . 台灣電腦網路危機處理暨協調中心. 2011-12-02  [2021-10-20]. （原始内容存档于2021-10-20）.

## 外部連結
- 官方网站